# Unguiculella foliicola
Unguiculella foliicola är en svampart som först beskrevs av Graddon, och fick sitt nu gällande namn av Spooner & P.M. Kirk 1989. Unguiculella foliicola ingår i släktet Unguiculella och familjen Hyaloscyphaceae.   Inga underarter finns listade i Catalogue of Life.